# كاثرين غولدستاين
كاثرين غولدستاين (بالفرنسية: Catherine Goldstein)‏ هي رياضياتية فرنسية، ولدت في 5 يوليو 1958 في باريس في فرنسا.

## وصلات خارجية
- الموقع الرسمي